# Amt Weilburg

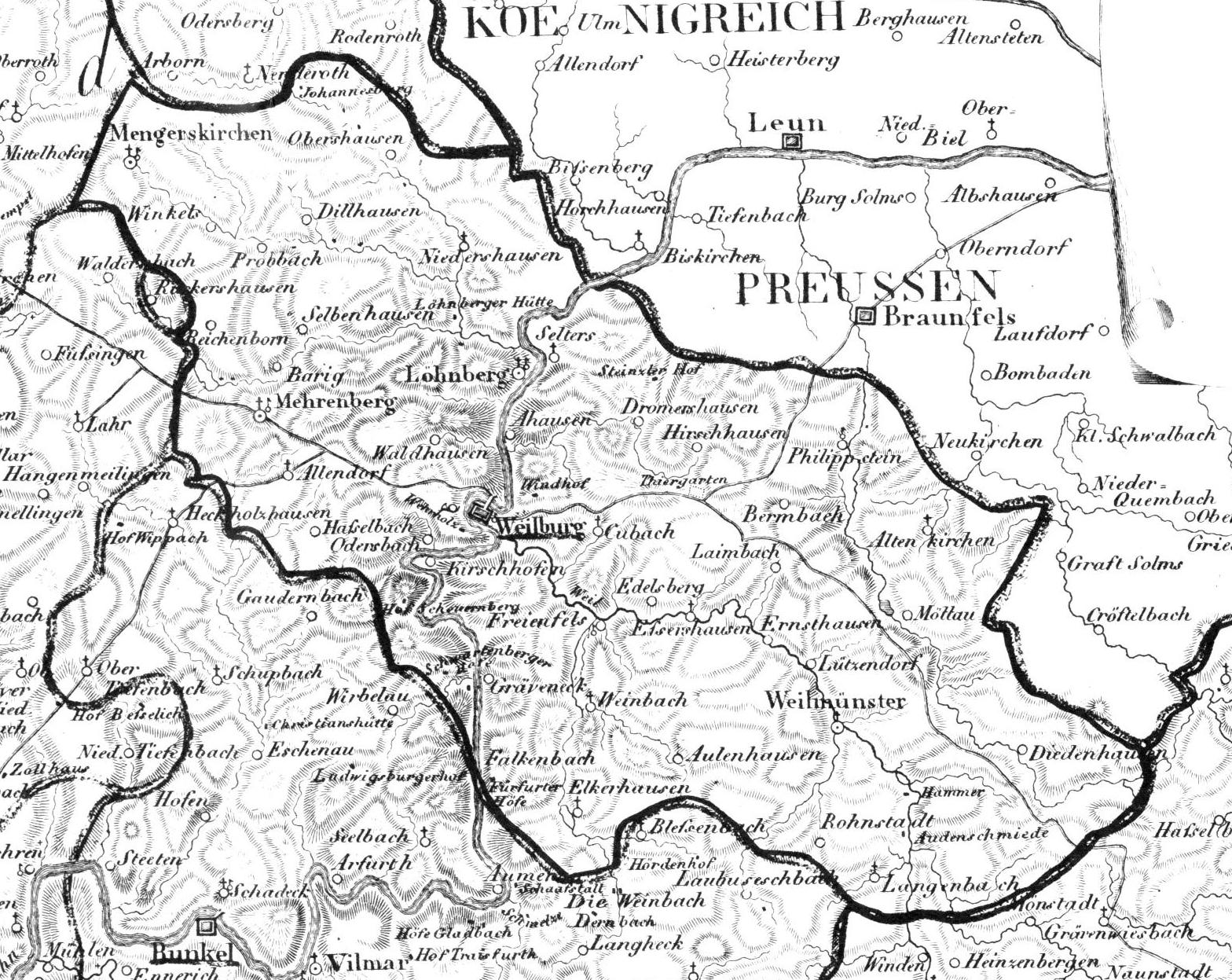
Karte des Amtes Weilburg 1828

Das Amt Weilburg war ein Nassau-Weilburgisches und herzoglich-nassauisches Amt mit Sitz in Weilburg.

## Geschichte

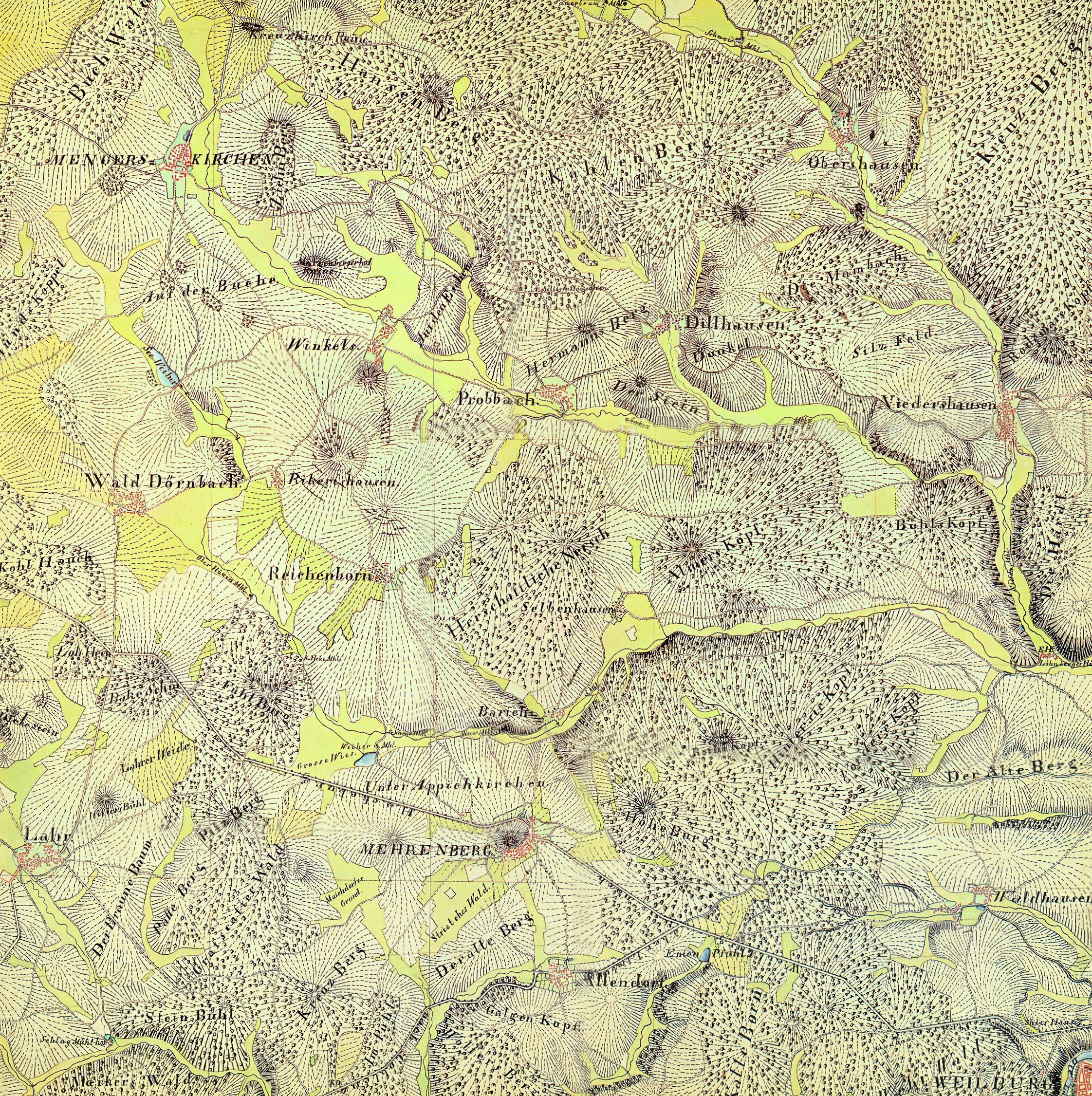
Teile des Amtsgebiets auf der Topographischen Aufnahme der Rheinlande von 1819

### Fürstentum Nassau-Weilburg
Die Errichtung des Amtes erfolgte bereits im ausgehenden Mittelalter für die Stadt Weilburg und die umgebenden Dörfer. Diese Region bildete eine zusammenhängende Herrschaft die bereits bei der nassauischen Bruderteilung 1255 vom Bistum Worms an das Haus Nassau gelangt war.
Als Graf Ludwig II. von Nassau-Weilburg seine Residenz in das Schloss Saarbrücken verlegte, wertete er das Amt Weilburg zum Oberamt für die Grafschaft Weilburg auf, indem er ihm die Ämter Merenberg und Weilmünster unterstellte. An der Spitze des Amts stand ein Amtmann, der teilweise mehrere Ämter in Personalunion führte. Die Finanzverwaltung oblag in jedem Amt einem Keller. Teilweise waren mehrere Kellereien in Personalunion zusammengefasst. Amtmann und Keller unterstanden der Kanzlei in Weilburg als Zentralbehörde der Grafschaft.
Im 17. Jahrhundert, insbesondere infolge des Dreißigjährigen Kriegs, kam es zur Stärkung des Amts zulasten der alten Schöffengerichte. Die Ämter Weilburg, Merenberg und Weilmünster wurden zum kombinierten Amt zusammengefasst. Dieses wurde zu Beginn des 18. Jahrhunderts um die Grundherrschaft Elkerhausen erweitert.
Unter Fürst Karl August kam es zu einer umfassenden Verwaltungsreform. Hierbei wurden die allgemeine Amtsverwaltung und die Finanzverwaltung vollständig getrennt. Die jeweiligen Bezirke bleiben jedoch erhalten. Die Ämter des Oberamts Weilburg werden wie folgt gegliedert:
| Weilburg | Weilmünster | Merenberg                                                                      |
| --- | --- | ------------------------------------------------------------------------------ |
| - Ahausen, - Selters, - Drommershausen, - Hirschhausen, - Philippstein, - Bermbach, - Laimbach, - Cubach - Edelsberg, - Esserhausen, - Freienfels, - Weinbach, - Elkerhausen, - Gräveneck, - Kirchhofen | - Weilmünster, - Lützendorf, - Ernsthausen, - Möttau, - Altenkirchen, - Dietenhausen, - Langenbach, - Rohnstadt, - Aulenhausen, - Audenschmiede | - Merenberg, - Hasselbach, - Allendorf, - Reichenborn, - Barig, - Selbenhausen |

Die Stadt Weilburg bildete ein eigenständiges Unteramt mit einem Landschultheißen.
Seit 1773 kam von Oranien Nassau das Amt Löhnberg an Nassau-Weilburg und wurde dem Oberamt Weilburg unterstellt. Das Amt umfasste die Orte Löhnberg, Waldhausen und Odersbach.

### Herzogtum Nassau
Zwischen 1803 und 1815 erfolgten im Herzogtum Nassau mehrfache Amtsreformen mit Änderungen der Grenzen. Im Herzogtum hatte das Amt ab 1815 folgende Zusammensetzung:
- Von Nassau-Weilburg: Ahausen, Allendorf, Altenkirchen, Audenschmiede, Aulenhausen, Barig, Bermbach, Dietenhausen, Drommershausen, Edelbserg, Einhaus, Elkerhausen, Ernsthausen, Essershausen, Freienfeld, Gräveneck, Hasselbach, Hirschhausen, Kirschhofen, Kubach, Laimbach, Langenbach, Lützendorf, Merenberg, Möttau, Philippstein, Reichenborn, Rohnstadt, Selbenhausen, Selters, Waldhausen, Weilburg, Weilmünster, Weinbach
- Aus dem Gemeinschaftsbesitz von Nassau-Weilburg und Oranien-Nassau: Löhnberg, Odersbach, Waldhausen
- Von Oranien-Nassau: Dillhausen, Mengerskirchen; Niedershausen, Obershausen, Probbach, Winkels.

Im Jahr 1836 wurde das Amt Weilburg wie folgt beschrieben:

„Das Amt Weilburg, ist 94.428 Morgen groß. Davon sind 331 Morgen Gebäudestellen, 237 Morgen Gärten, 36.677 Morgen Ackerland, 10.622 Morgen Wiesen, 94 Morgen Weiher, 40.453 Morgen Waldungen, 3.226 Morgen Dreschland und Waideplätze und 2.788 Morgen nicht besteuerte Liegenschaften. Die 16.144 Einwohner, unter welchen 13.347 Evangelische, 2.650 Katholiken und 167 Juden sind, leben in 3.991 Familien und 2.692 Häusern.
   Weilburg, unter 25° 55' 30" Länge und 50° 29' 10" Breite, links an der Lahn, auf einer von diesem Flusse gebildeten hohen Halbinsel, kleine Stadt mit einem Schlosse, 400 Häusern und 2.060 Einwohnern, die vorzügliches Steingut und Papier liefern.
   Löhnberg, 3⁄8 Meilen nordwärts von Weilburg, rechts an der Lahn, Flecken mit einem Schlosse und 600 Einwohnern.
   Mehrenberg oder Merenberg, fast 3⁄4 Meilen nordwestlich von Weilburg, Flecken mit den Trümmern des Schlosses Merenberg und 650 Einwohnern.
   Mengerskirchen, anderthalb Meilen nordwestwärts von Weilburg, Flecken mit einem Schlosse und 950 Einwohnern.
   Niedershausen, 3⁄4 Meilen nördlich von Weilburg, Dorf mit 690 Einwohnern.
   Weilmünster, fast 3⁄4 Meilen südöstlich von Weilburg, Flecken mit 1.200 Einwohnern.“

Nach der Märzrevolution 1848 wurde die Verwaltung neu geordnet. Mit Gesetz vom 4. April 1849 wurden in Nassau Verwaltung und Rechtsprechung auf unterer Ebene getrennt. Die Reform trat zum 1. Juli 1849 in Kraft. Für die Verwaltung wurden 10 Kreisämter gebildet, die Ämter als Justizämter (also Gerichte der ersten Instanz) weitergeführt. Die Verwaltungsaufgaben des Amtes Weilburg wurden vom Kreisamt Hadamar wahrgenommen. Die Reform wurde jedoch bereits am 1. Oktober 1854 wieder rückgängig gemacht, die Kreise wieder abgeschafft und die vorigen Ämter wiederhergestellt.

### Königreich Preußen
Mit der Annexion Nassaus durch Preußen werden auch die Ämter in ihrer alten Form aufgelöst und durch Kreise ersetzt. Das Amt Weilburg bildet 1867 gemeinsam mit den Ämtern Runkel und Hadamar den Oberlahnkreis. Mit der Verwaltungsreform von 1885/1886 wurden die Ämter endgültig aufgelöst.

## Amtssitze

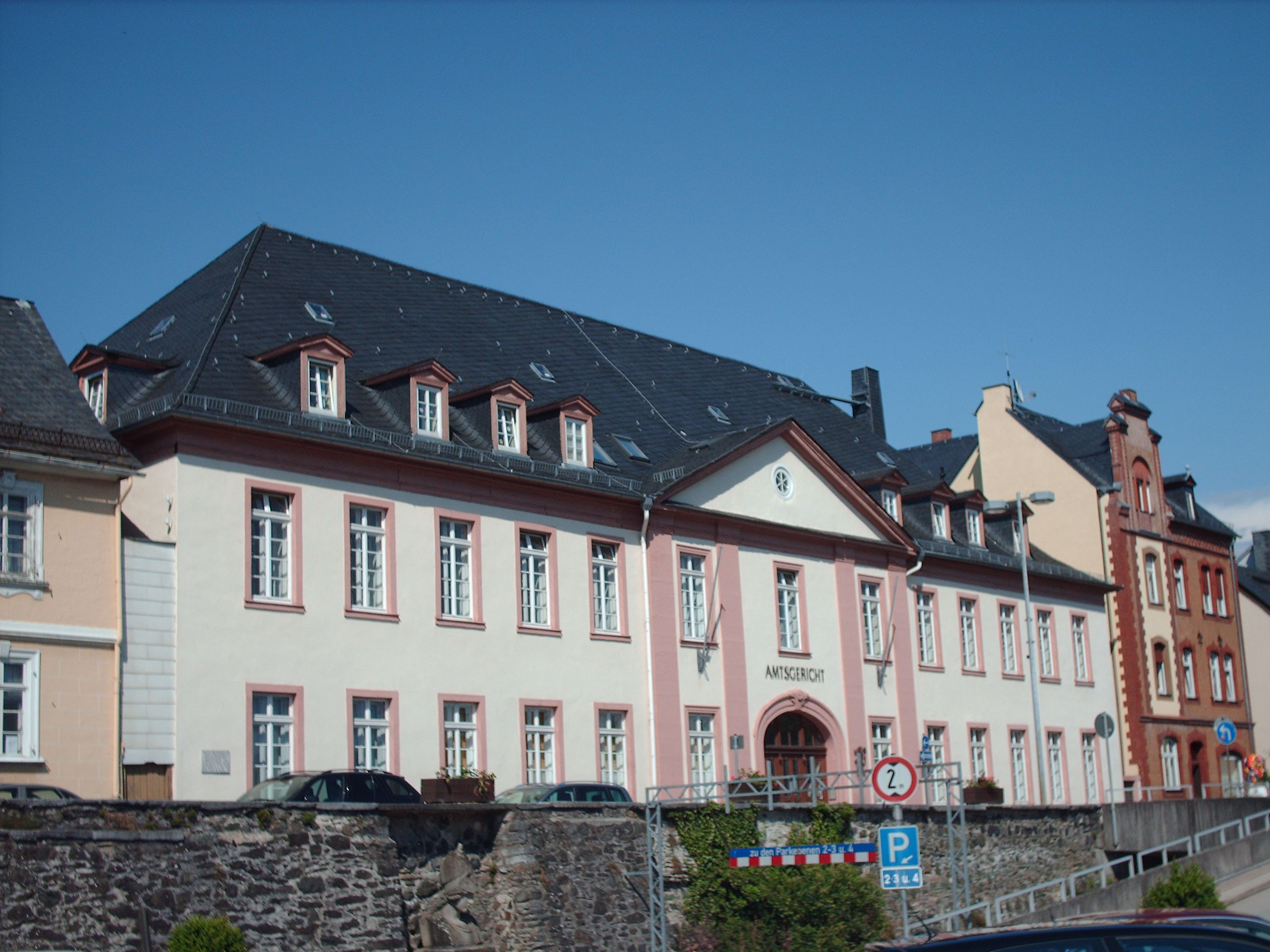
Das Amtsgebäude von 1775 ist heute noch Sitz des Amtsgerichts

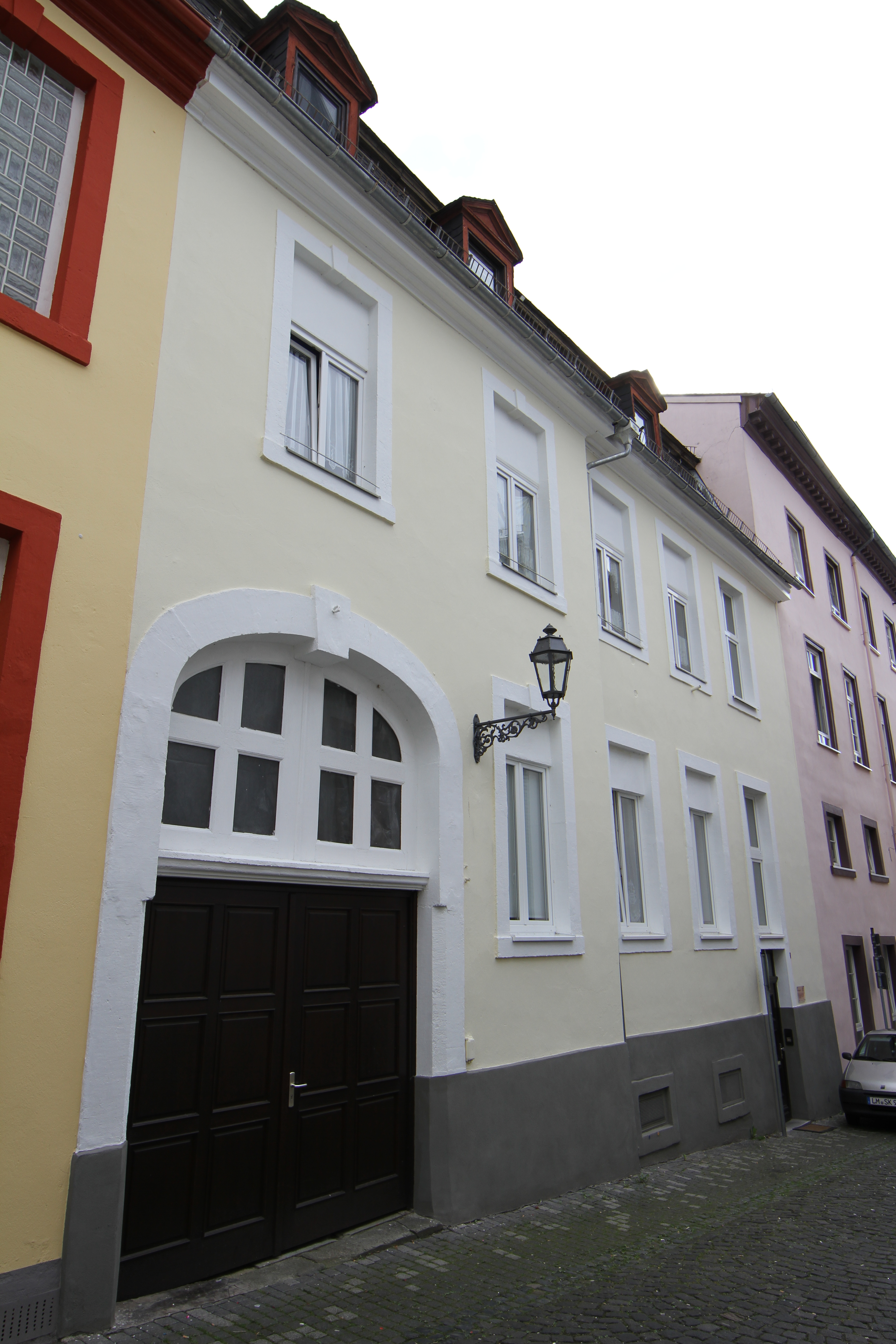
Haus Bogengasse 2/4, Vorübergehender Amtssitz 1803/1841

Bis 1703 war das Amt im Amtshof an der Stadtmauer, Pfarrgasse 2, untergebracht. Das Gebäude wurde 1709 bei der Erweiterung des Schlossparks abgerissen.
Ab 1703 hatte der Amtmann seinen Sitz im Ertzmannschen Hof, Langgasse 3. Wegen Baufälligkeit des Gebäudes befand sich 1762–1768 der Amtssitz im Gebäude der Münze am Hainerberg, dem heutigen Standort der Hainkaserne. 1768 wurde das Amt wieder in den Ertzmannschen Hof zurückverlegt. Das Gebäude wurde 1839 abgerissen und mit dem Schulhaus überbaut.
In den Jahren 1775–1778 erfolgte der Bau des Amthauses in der Mauerstraße 25. Da das Gebäude ab 1803 als Ministerialgebäude genutzt wurde, musste das Amt in das Gebäude Bogengasse 2/4 ausweichen. Ab 1841 konnte das Amt wieder das Amtshaus, Mauerstraße 25, nutzen. Nach den Preußischen Verwaltungsreformen verblieb das Amtsgericht Weilburg in diesem Gebäude.

## Übersicht der Orte 1843
| Ort                    | Gemarkung in Morgen | Anzahl der Häuser | Einwohner |
| ---------------------- | ------------------- | ----------------- | --------- |
| Weilburg               | 2049                | 300               | 2476      |
| Ahausen                | 1616                | 64                | 363       |
| Allendorf              | 1810                | 47                | 300       |
| Altenkirchen           | 2333                | 83                | 470       |
| Audenschmiede          | 302                 | 9                 | 63        |
| Aulenhausen            | 1193                | 38                | 224       |
| Barig und Selbenhausen | 1670                | 46                | 270       |
| Bermbach               | 1115                | 22                | 138       |
| Cubach                 | 3041                | 92                | 540       |
| Dietenhausen           | 1875                | 56                | 281       |
| Dillhausen             | 1923                | 88                | 551       |
| Drommershausen         | 2018                | 52                | 370       |
| Edelsberg              | 1857                | 58                | 318       |
| Elkerhausen            | 1984                | 79                | 443       |
| Ernsthausen            | 2771                | 69                | 430       |
| Essershausen           | 1541                | 27                | 166       |
| Freyenfels             | 1075                | 33                | 193       |
| Gräveneck              | 2760                | 54                | 322       |
| Hasselbach             | 2153                | 59                | 365       |
| Hirschhausen           | 2517                | 71                | 391       |
| Kirschhofen            | 1895                | 62                | 368       |
| Laimbach               | 1058                | 23                | 130       |
| Langenbach             | 2481                | 62                | 343       |
| Löhnberg               | 4129                | 127               | 682       |
| Lützendorf             | 930                 | 27                | 142       |
| Mengerskirchen         | 4455                | 160               | 953       |
| Merenberg              | 3842                | 119               | 710       |
| Möttau                 | 1770                | 30                | 174       |
| Niedershausen          | 3107                | 132               | 781       |
| Obershausen            | 4145                | 66                | 410       |
| Odersbach              | 1806                | 80                | 467       |
| Philippstein           | 3387                | 69                | 413       |
| Probbach               | 1842                | 84                | 495       |
| Reichenborn            | 1221                | 60                | 330       |
| Rohnstatt              | 1814                | 38                | 187       |
| Selters                | 1910                | 35                | 185       |
| Waldhausen             | 1917                | 85                | 510       |
| Weilmünster            | 9616                | 226               | 1398      |
| Weinbach               | 4062                | 110               | 641       |
| Winkels                | 1440                | 81                | 510       |

## Liste der Amtmänner
- 1740–1755 Schmidtborn
- 1755 Heß[10]
- 1755–1758 Dombois
- 1758–1764 Chuno
- 1764–1774 Thamerus
- 1774–1777 Birke
- 1777–1784 Petsch
- 1784–1788 Friedrich Ludwig Michael Müller[11]
- 1788–1800 Langendorf
- 1800–1816 W. Ch. Wüstenfeld
- 1816–1835 Hermann Jacob Pagenstecher[12]
- 1835–1840 Cäsar Giese
- 1840–1849 R. Schenk
- 1849–1880 Rudolph von Reichenau
- 1880–1884 Ch. Schütz
- 1884–1886 R von Spillner